# Сам Нуйома
Самюъл Даниъл Шафиишуна Нуйома, на английски: Samuel Daniel Shafiishuna Nujoma (или Сам Нуйома, на английски: Sam Nujoma, роден на 12 май 1929 г., в Онганджера, Намибия) е първият президент на Намибия за периода 21 март 1990 г. до 21 март 2005 г. и вече бивш председател на партия СУАПО в периода 1960 – 2007 г.
През 1960 г. става един от основателите на партия СУАПО, бореща се за независимост на Намибия от ЮАР и предаването на властта в ръцете на чернокожото мнозинство. През 1966 г. оглавява партизанска съпротива и приема името Шафиишуна, което в превод означава мълния.
След провеждането на свободни избори през 1989 г. под контрола на ООН и обявяването на независима Намибия той единодушно е избран за първи президент. На официална церемония на 21 март 1990 той е назначен от генералния секретар на ООН Хавиер Перес де Куеляр. С встъпването си в длъжност той поставя няколко основни задачи сред които са – борбата със сушата, международната поддръжка на новосформираната страна и вземане на земята от белите фермери и връщането ѝ на чернокожите.
Нуйома бил всенародно преизбран през 1994 г. за втори мандат, а през 1999 г. изменил конституцията за това, че по изключение да може да се кандидатира и за трети мандат. През 2004 г. той подкрепил кандидатурата на своя съпартиец Хификепуне Похамба, който по-късно е избран и назначен за втори президент на Намибия. По-късно Сам Нуйома се оттегля и от поста председател на СУАПО отново предавайки го на Хификепуне Похамба.